# Bassariscus astutus
Il bassarisco del Nordamerica o bassarisco astuto o gatto dalla coda anellata (Bassariscus astutus Lichtenstein, 1830) è un mammifero della famiglia dei Procionidi originario delle regioni aride del Nordamerica. È l'animale simbolo dell'Arizona.

## Descrizione
Affine ai procioni, il bassarisco del Nordamerica è snello ed agile, lungo fino ad 80 cm, di cui circa la metà è costituita da una folta coda ad anelli bianchi e neri, e pesa soltanto circa 1 kg. Il pelame ha una colorazione bruno-grigiastra più scura sul dorso e bianca e nera sulle parti inferiori. Il muso è simile a quello della volpe, gli occhi sono sviluppati e cerchiati di bianco che ben contrasta con le macchie nere, e le orecchie sono grandi e diritte. Le zampe hanno un folto pelame e gli artigli sono in parte retrattili. In passato è stato talvolta cacciato per la sua pelliccia, che però non è mai stata considerata di gran pregio.
L'articolazione della caviglia è molto flessibile e può ruotare per più di 180°; questa caratteristica fa del bassarisco un agile arrampicatore. La sua lunga coda, inoltre, funge da bilanciere per compensare la sottigliezza delle zampe e permette all'animale perfino di cambiare direzione facendo una ruota su se stesso. Talvolta è stato osservato risalire da una fessura mantenendo le quattro zampe lungo un lato e schiacciando forte il dorso contro l'altro lato.

## Sistematica
Il bassarisco del Nordamerica viene suddiviso in 14 sottospecie:
- B. astutus astutus Lichtenstein, 1827;
- B. astutus arizonensis Goldman, 1932;
- B. astutus bolei Goldman, 1945;
- B. astutus consitus Nelson e Goldman, 1932;
- B. astutus flavus Rhoads, 1893;
- B. astutus insulicola Nelson e Goldman, 1909;
- B. astutus macdougalli Goodwin, 1956;
- B. astutus nevadensis Miller, 1913;
- B. astutus octavus Hall, 1926;
- B. astutus palmarius Nelson e Goldman, 1909;
- B. astutus raptor Baird, 1859;
- B. astutus saxicola Merriam, 1897;
- B. astutus willetti Stager, 1950;
- B. astutus yumanensis Huey, 1937.

## Distribuzione
Il bassarisco del Nordamerica è diffuso in California (dove è chiamato Cacomistle), Colorado, Oklahoma, Oregon, Arizona, Nuovo Messico, Nevada, Texas, Utah e in tutto il Messico settentrionale e centrale (dove è chiamato Cacamizli). Negli Stati messicani di Guerrero, Oaxaca e Veracruz il suo areale si sovrappone a quello del bassarisco del Centroamerica. Abita nei deserti rocciosi e trova riparo nelle cavità degli alberi o nelle strutture in legno abbandonate. Si spinge anche nel Deserto del Gran Bacino, che ricopre la maggior parte del Nevada e più di metà dello Utah, così come alcune regioni di California, Idaho e Oregon.

## Biologia

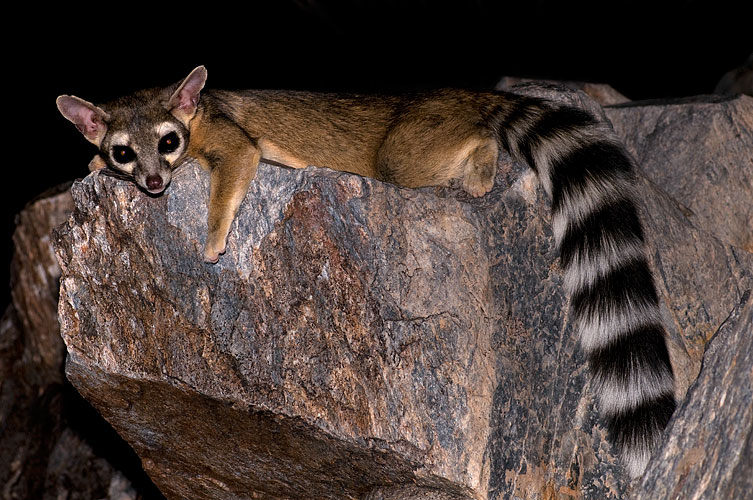
Un bassarisco del Nordamerica a Phoenix, Arizona.

Il bassarisco del Nordamerica è una creatura notturna, solitaria e timida e viene avvistato solo raramente. È onnivoro e si nutre di frutta, bacche, insetti, lucertole, piccoli roditori e uccelli. A sua volta è preda di gufi, volpi, coyote, procioni e linci rosse. Questo piccolo onnivoro emette una vasta gamma di suoni, compresi schiocchi e chiacchiericci simili a quelli emessi dai procioni. Uno dei richiami più frequenti consiste in un latrato molto forte e lamentoso. Da adulti, i bassarischi conducono vita solitaria e si incontrano solamente per accoppiarsi.

### Riproduzione
Il bassarisco si accoppia in primavera. Il periodo di gestazione è di 45-50 giorni, durante i quali il maschio procura il cibo anche per la femmina. Ogni cucciolata è composta da 2-4 piccoli. Questi ultimi aprono gli occhi dopo un mese e a quattro mesi sono già in grado di procurarsi il cibo da soli. Raggiungono la maturità sessuale a dieci mesi. Allo stato selvatico il bassarisco può vivere fino a sette anni.

## Addomesticamento

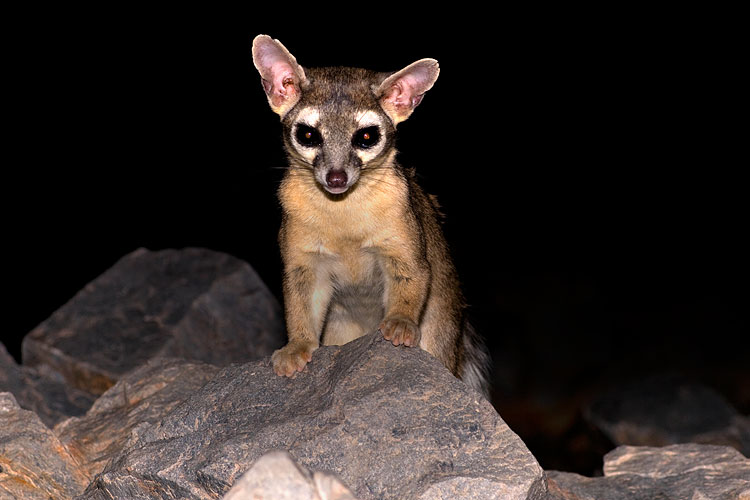
Un bassarisco del Nordamerica a Phoenix, Arizona.

Il bassarisco può essere addomesticato con facilità e può diventare un fedele animale da compagnia e un infallibile cacciatore di topi. Un tempo veniva allevato da minatori e coloni per tenere libere le loro dimore dagli animali nocivi; proprio a questa caratteristica risale il nome alternativo di Miner's Cat («gatto del minatore») dato a questo animale, nonostante il bassarisco non sia affatto imparentato con i gatti. Spesso il bassarisco veniva ospitato in una scatola, in cui era stata creata un'apertura, posta vicino a una fonte di calore (ad esempio una stufa) in un luogo buio e caldo; in questa scatola il bassarisco trascorreva il giorno dormendo e ne usciva fuori solo di notte, per andare a caccia di topi.